# Timothy Zahn
Timothy Zahn (Chicago, 1º settembre 1951) è un autore di fantascienza statunitense.

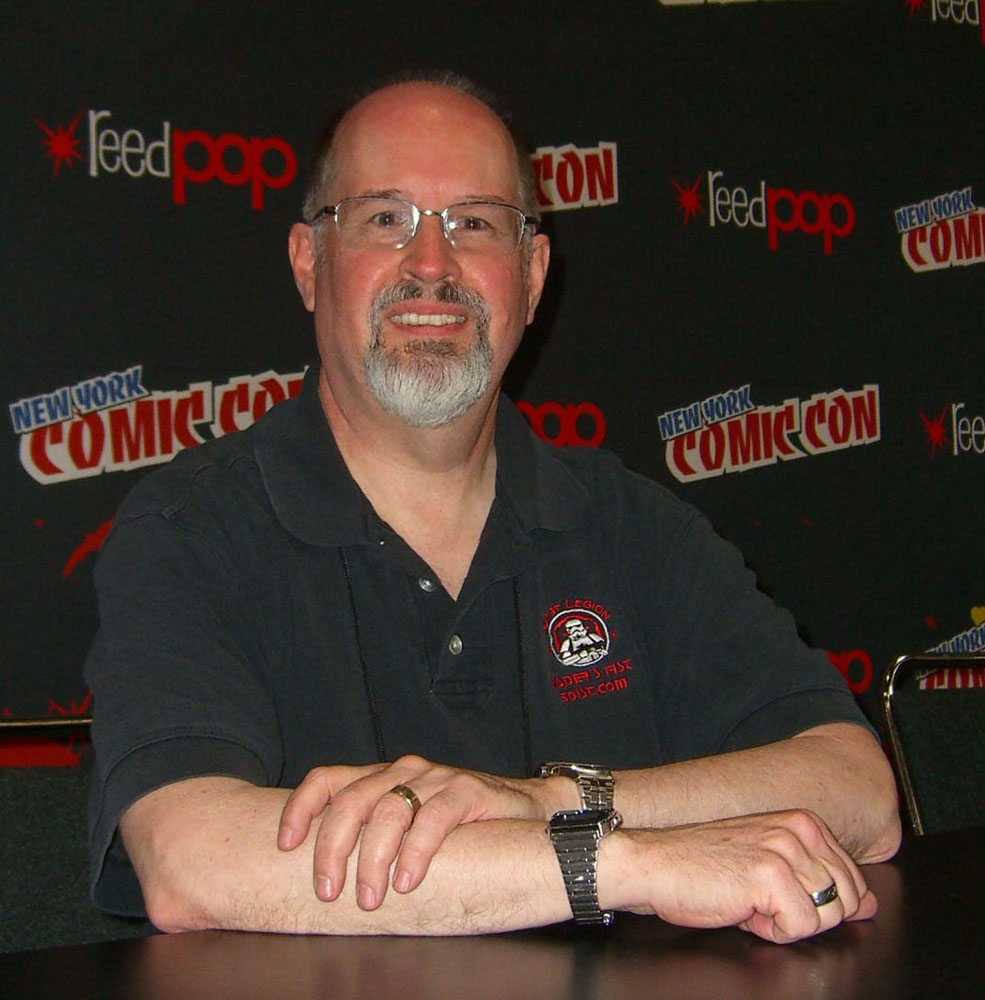
Timothy Zahn (2012)

È conosciuto soprattutto per la Thrawn Trilogy, una trilogia di romanzi dell'Universo espanso di Guerre stellari ambientati cinque anni dopo la fine di Il ritorno dello Jedi e incentrati sul Grand'ammiraglio Thrawn. 
Il lavoro di Zahn non è limitato a Guerre stellari; ha scritto la serie fantasy Dragonback e le serie di fantascienza militare "Cobra" e Conquerors' Trilogy. 
Ha scritto anche racconti brevi; nel 1984 ha vinto il Premio Hugo per il romanzo breve Punto di caduta (Cascade Point), mentre nel 2009 ha pubblicato Terminator Salvation - Dalle ceneri, ambientato nell'universo di Terminator.